# 小行星330
小行星330（330 Adalberta）是一颗围绕太阳公转的小行星。1910年2月2日，马克斯·沃夫在海德堡描述了此天体。
該小行星以德國神學家阿達爾伯特·默克斯命名。
这颗小行星的绝对星等为12.4等。原来的小行星330是在1892年3月18日由马克斯·沃夫发现，临时编号为1892 X，最终命名为330 Adalbert。但之后这颗小行星消失，没有再被找到。1982年，经过更深入的观测发现，其实1892 X是一颗恒星。第330号小行星最终归属于由马克斯·沃夫在1910年2月2日发现的临时编号为A910 CB的小行星。

## 相关條目
- 小行星列表/10001-11000

## 外部連結
- Asteroid Lightcurve Database (LCDB) （页面存档备份，存于）, query form (info （页面存档备份，存于）)
- Dictionary of Minor Planet Names, Google books
- Discovery Circumstances: Numbered Minor Planets (10001)-(15000) （页面存档备份，存于） – Minor Planet Center
- 小行星330 at AstDyS-2, Asteroids—Dynamic Site
  - Ephemeris · Observation prediction · Orbital info · Proper elements · Observational info
- NASA JPL小天體瀏覽器上的小行星330

| 前一小行星： 小行星329 | 小行星列表 | 後一小行星： 小行星331 |